# Litsea lanuginosa
Litsea lanuginosa là loài thực vật có hoa trong họ Nguyệt quế. Loài này được (Nees) Nees miêu tả khoa học đầu tiên năm 1836.